# Adela od Bar-sur-Aubea
Adela (francuski Adèle/Adélaïde/Aelis) (? — 1053.) bila je francuska plemkinja i suo jure grofica Bar-sur-Aubea. Bila je kći grofa Nochera III. od Bar-sur-Aubea i njegove žene nepoznatog imena. Nakon smrti svog oca, Adela je postala grofica jer je bila najstarije dijete svojih roditelja. Njezina je sestra bila Izabela.
Ovo su muževi gospe Adele:
- Renaud od Semura
- Renard od Joignyja[2]
- Rogerije I. of Vignoryja
- Rudolf IV. od Valoisa

Adela i njezin bratić, Rudolf IV., bili su roditelji četvero djece:
- Gautier od Bar-sur-Aubea
- Šimun od Crépyja[3]
- Elizabeta
- Adela od Valoisa

De jure uxoris, Rudolf je bio grof Bar-sur-Aubea. Adela je bila baka Adelajde od Vermandoisa. Šimun je donirao imanje opatiji Molesme za Adelinu dušu.
|  | Portal Francuske – Pristup člancima s tematikom o Francuskoj. |